# Ščob ne bulo
Ščob ne bulo (in ucraino Щоб не було?) è un singolo della cantante ucraina Dorofjejeva, pubblicato l'8 dicembre 2022.

## Video musicale
Il video musicale, diretto da Vlad Dubovs'kyj, è stato reso disponibile in concomitanza con l'uscita del brano attraverso il canale YouTube dell'artista.

## Tracce
Testi e musiche di Nadija Dorofjejeva e Miša Kacurin.
1. Ščob ne bulo – 1:50

## Formazione
- Dorofjejeva – voce
- Vanek Klymneko – produzione

## Classifiche

### Classifiche settimanali
| Classifica (2023) | Posizione massima |
| ----------------- | ----------------- |
| Ucraina           | 13                |

### Classifiche di fine anno
| Classifica (2023) | Posizione |
| ----------------- | --------- |
| Ucraina           | 57        |
| Classifica (2024) | Posizione |
| Ucraina           | 176       |